# Старчув
Старчув (пол. Starczów, нім. Alt-Altmannsdorf) — село в Польщі, у гміні Каменець-Зомбковицький Зомбковицького повіту Нижньосілезького воєводства.
Населення — 732 особи (2011).
У 1975-1998 роках село належало до Валбжиського воєводства.

## Демографія
Демографічна структура станом на 31 березня 2011 року:
|          | Загалом | Допрацездатний вік | Працездатний вік | Постпрацездатний вік |
| -------- | ------- | ------------------ | ---------------- | -------------------- |
| Чоловіки | 358     | 81                 | 240              | 37                   |
| Жінки    | 374     | 71                 | 214              | 89                   |
| Разом    | 732     | 152                | 454              | 126                  |